# ふたりの恋はABC
「ふたりの恋はABC」（ふたりのこいはエービーシー）は1980年12月21日に東芝EMI（現：ユニバーサルミュージックLLC）より発売された歌手、石坂智子の通算3枚目となるシングル楽曲である。
レコード番号はTP-17105。

## 楽曲概要
- UCC上島珈琲「UCC缶コーヒー〈オリジナル〉」（現・UCCミルクコーヒー）CMソング。
- 前作「デジタル・ナイト・ララバイ」とは一転し、王道的なアイドルポップスを歌った楽曲になっているものの、売り上げ枚数も前作に対し、更に減少した。

## 収録楽曲
全作詞・全作曲：伊藤薫、全編曲：大村雅朗

1. ふたりの恋はABC(3'37")
2. あなたにどうぞ (3'14")

## 収録アルバム
- 流れ雲　（1981年6月5日発売）　発売元：東芝EMI
- ベストアルバム　（1981年12月1日発売） 　発売元：東芝EMI